# Odd-Inge Kvalheim
Odd-Inge Kvalheim (* 8. Mai 1963) ist ein norwegischer Diplomat. Er war von 2011 bis 2014 der norwegische Botschafter in Äthiopien.

## Leben
Odd-Inge Kvalheim stammt aus Bergen. Ein Studium an der kanadischen Simon Fraser University in Burnaby, British Columbia schloss er 1988 mit einem Bachelor of Business Administration ab, ein Studium an der Norwegischen Handelshochschule in Bergen 1990 mit einem Master of Business Administration.

## Diplomatischer Werdegang
Seit 1991 arbeitet Odd-Inge Kvalheim für das norwegische Außenministerium. Auslandseinsätze hatte er in den Botschaften in Berlin, London und Abidjan sowie von August 2000 bis Oktober 2001 bei der norwegischen Delegation bei den Vereinten Nationen in New York. Er war im Außenministerium von Oktober 2001 bis Mai 2004 stellvertretender Direktor der Abteilung für Sicherheitsfragen des Auswärtigen Amtes. Von Mai 2004 bis August 2007 war er Senior Advisor der Staatsminister Kjell Magne Bondevik und Jens Stoltenberg im norwegischen Staatsministerium. Von August 2007 bis 2011 war Kvalheim Leiter der politischen Abteilung in der norwegischen Botschaft in Washington im Range eines Ministre plénipotentiaire.
Am 10. November 2011 wurde Odd-Inge Kvalheim der fünfte Botschafter Norwegens in Addis Abeba seit Eröffnung der Botschaft 1991. Bei einem Besuch von Semera, der Hauptstadt der Region Afar, wurde ein Park der Samara University nach ihm benannt. 2014 wurde er von Andreas Gaarder abgelöst.
Von 2014 bis 2017 war Kvalheim internationale Parteisekretär der Arbeiderpartiet. Seit 2019 ist zurück bei der norwegischen UN-Delegation in New York.

## Auszeichnungen
- 2012: Ritter 1. Klasse des Königlich Norwegischen Verdienstordens, verliehen von König Harald V.